# Culcha Candela (Album)
Culcha Candela ist das dritte Studioalbum der gleichnamigen deutschen Band Culcha Candela. Es erschien am 31. August 2007 bei Homeground Records unter exklusiver Lizenz an Universal Domestic/Urban.

## Geschichte
Am 10. August 2007 erschien mit Hamma! die Vorabsingle des am 31. August 2007 veröffentlichten dritten Albums Culcha Candela. Mit dem Direkteinstieg auf Platz 1 am 24. August 2007 gelang der Band überraschend der größte Erfolg ihrer bisherigen Karriere. In den folgenden sechs Wochen konnten sie den ersten Platz in den Singlecharts erfolgreich verteidigen. Es folgte eine Hamma!-Tour im deutschsprachigen Raum. Als zweite Auskopplung aus dem Album erschien Ey DJ am 23. November 2007.
Im Gegensatz zu den Vorgängeralben ist das dritte Album weniger vom Reggae geprägt, sondern vereint mehrere Musikstile. Stretch Your Mind ist eine Ragga-Nummer, zudem findet sich mit Tara erstmals eine Ballade, in der Doni Cali im Jazz-Rap-Stil über das Wiedersehen seines Bruders sowie dessen plötzlichen Tod rappt.
Am 14. Februar 2008 vertrat die Band ihre Heimatstadt Berlin mit dem Song Chica beim Bundesvision Song Contest in der TUI Arena, bei welchem sie den siebten Platz belegte.
Als letzte Singleauskopplung wurde Besonderer Tag als Benztown-Remix veröffentlicht.
Am 25. Juli 2008 erschien die DVD und CD zu ihrem Abschlusskonzert der Hamma!-Tour in Berlin.

## Titelliste
| #  | Titel             | Musik                             | Text                            | Sprache                     | Länge |
| -- | ----------------- | --------------------------------- | ------------------------------- | --------------------------- | ----- |
| 1  | Hamma!            | Andreas Herbig, Culcha Candela    | Culcha Candela                  | Deutsch                     | 3:29  |
| 2  | Chica             | David Vogt, Culcha Candela        | Culcha Candela, S. Müller-Lerch | Deutsch, Spanisch, Englisch | 4:18  |
| 3  | Besonderer Tag    | Kraans de Lutin, Farhad Samadzada | Kraans de Lutin, Culcha Candela | Deutsch, Englisch           | 3:45  |
| 4  | Stretch Your Mind | Culcha Candela                    | Culcha Candela                  | Englisch, Spanisch          | 3:18  |
| 5  | Ey DJ             | Kraans de Lutin, Culcha Candela   | Culcha Candela, S. Müller-Lerch | Deutsch                     | 3:44  |
| 6  | A Who             | Kraans de Lutin, Culcha Candela   | Culcha Candela, S. Müller-Lerch | Deutsch, Spanisch, Englisch | 3:37  |
| 7  | African Children  | Kraans de Lutin                   | Culcha Candela                  | Spanisch, Englisch          | 3:53  |
| 8  | Quisiera          | Culcha Candela                    | Culcha Candela                  | Spanisch, Englisch          | 3:42  |
| 9  | 90-60-100         | Culcha Candela                    | Culcha Candela                  | Spanisch                    | 3:27  |
| 10 | Krayzee           | Farhad Samadzada                  | Culcha Candela                  | Deutsch, Spanisch, Englisch | 3:22  |
| 11 | Tara              | Kraans de Lutin, Krutsch          | Culcha Candela                  | Deutsch                     | 3:52  |
| 12 | Vitamina          | Culcha Candela                    | Culcha Candela                  | Englisch, Spanisch          | 3:51  |
| 13 | Revolution        | Ganjaman                          | Culcha Candela                  | Englisch                    | 4:16  |
| 14 | Extranjero Soy    | Culcha Candela                    | Culcha Candela                  | Spanisch                    | 2:55  |

## Kritische Rezeption
CDstarts.de lobte die Entwicklung, aber nicht vollkommene Loslösung von Reggae zu Hip-Hop und vergab .
Laut.de hingegen kritisiert gerade diesen Punkt: „Sie begeben sich mehr denn je in jahreszeitlose Hip Hop-Gefilde. Es fehlt die Echtheit, die mitreißende Instrumentierung oder zumindest die ein oder andere originellere Hook.“ Die Autorin Katja Scherle vergab dennoch .

## Chartplatzierungen

### Album
| Jahr | Titel          | Höchstplatzierung, Gesamtwochen, AuszeichnungChartplatzierungen (Jahr, Titel, Platzierungen, Wochen, Auszeichnungen, Anmerkungen) | Höchstplatzierung, Gesamtwochen, AuszeichnungChartplatzierungen (Jahr, Titel, Platzierungen, Wochen, Auszeichnungen, Anmerkungen) | Höchstplatzierung, Gesamtwochen, AuszeichnungChartplatzierungen (Jahr, Titel, Platzierungen, Wochen, Auszeichnungen, Anmerkungen) | Anmerkungen                                                  |
| Jahr | Titel          | DE | AT | CH | Anmerkungen                                                  |
| ---- | -------------- | --- | --- | --- | ------------------------------------------------------------ |
| 2007 | Culcha Candela | DE6 (38 Wo.)DE | AT35 (6 Wo.)AT | CH23 (12 Wo.)CH | Erstveröffentlichung: 14. September 2007 Verkäufe: + 200.000 |

### Singles
| Jahr | Titel Album                   | Höchstplatzierung, Gesamtwochen, AuszeichnungChartplatzierungen (Jahr, Titel, Album, Platzierungen, Wochen, Auszeichnungen, Anmerkungen) | Höchstplatzierung, Gesamtwochen, AuszeichnungChartplatzierungen (Jahr, Titel, Album, Platzierungen, Wochen, Auszeichnungen, Anmerkungen) | Höchstplatzierung, Gesamtwochen, AuszeichnungChartplatzierungen (Jahr, Titel, Album, Platzierungen, Wochen, Auszeichnungen, Anmerkungen) | Anmerkungen                                               |
| Jahr | Titel Album                   | DE | AT | CH | Anmerkungen                                               |
| ---- | ----------------------------- | --- | --- | --- | --------------------------------------------------------- |
| 2007 | Hamma! Culcha Candela         | DE1 ×3Dreifachgold · (53 Wo.)DE | AT3 (29 Wo.)AT | CH13 (33 Wo.)CH | Erstveröffentlichung: 23. August 2007 Verkäufe: + 450.000 |
| 2007 | Ey DJ Culcha Candela          | DE7 (18 Wo.)DE | AT15 (16 Wo.)AT | CH75 (5 Wo.)CH | Erstveröffentlichung: 6. Dezember 2007                    |
| 2008 | Chica Culcha Candela          | DE21 (9 Wo.)DE | AT46 (4 Wo.)AT | — | Erstveröffentlichung: 22. Februar 2008                    |
| 2008 | Besonderer Tag Culcha Candela | DE45 (6 Wo.)DE | — | — | Erstveröffentlichung: 18. Juli 2008                       |